# Liquid Democracy

Illustration der Liquid Democracy: Abstimmende links von der blauen Linie haben ihre Stimme delegiert. Die Abstimmenden rechts von der Linie haben direkt abgestimmt. Die Zahlen geben die Anzahl der Abstimmenden an, die von jedem Delegierten vertreten werden (einschließlich des Delegierten selbst)

Liquid Democracy (engl. „Flüssige Demokratie“, auch delegated voting – „delegiertes Abstimmen“) ist eine Form der gemeinsamen Entscheidungsfindung im Rahmen eines direktdemokratischen Systems, das um repräsentative Elemente ergänzt wurde.
Das Konzept ermöglicht es jedem Beteiligten an einer Wahl oder Abstimmung, entweder seine Stimme persönlich abzugeben (Element der direkten Demokratie) oder seine Stimme von jemand anderem abgeben zu lassen (ähnlich der repräsentativen Demokratie). Der so Bevollmächtigte kann – je nach Einsatzgebiet – auch eine Gruppierung, z. B. eine politische Partei, sein. Im Gegensatz zur klassischen Stimmübertragung bei der repräsentativen Demokratie können sich Vollmachten zur Stimmabgabe sowohl auf einzelne Entscheidungen als auch auf umfassende Politikfelder erstrecken und sind widerrufbar. Viele Anhänger der Liquid Democracy hoffen, dass die Stimmen sich in einem evolutionären Prozess bei kompetenten Personen häufen.
Jemand, der (jederzeit widerruflich) bevollmächtigt wurde, für einen anderen abzustimmen, kann seinerseits jemand anderen bevollmächtigen, für sich und seine Vollmachtsgeber abzustimmen, d. h. die Stimmübertragung ist transitiv.

## Liquid Democracy
Der Einsatz der Liquid Democracy für themenbezogene Entscheidungen in der Politik und in Unternehmen wird oftmals unter dem englischen Schlagwort Liquid Democracy subsumiert. Hierbei gibt es unterschiedliche Vorstellungen davon, wie genau die übertragbare Stimmendelegation zu erfolgen hat. So fordert beispielsweise die Piratenpartei Berlin für parteiinterne Entscheidungen einen über die Liquid Democracy hinausgehenden moderationsfreien Diskurs. Eine einheitliche Verwendung des Begriffes Liquid Democracy ist allerdings nicht erkennbar; allen Definitionen gemein ist jedoch der themenbezogene Einsatz der Liquid Democracy zur Entscheidungsfindung.

## Einsatz in der Politik
Jan Huwald, politischer Geschäftsführer der Piratenpartei Deutschland im Jahre 2007, stellte die Liquid Democracy als Alternative zu bestehenden Parlamenten dar. So könne ein Wähler selbst bestimmen, ob er/sie sich mit einer politischen Frage selbst beschäftigt oder eine Partei dafür bestimmt. Vor einem Einsatz als gesellschaftliches System wolle man jedoch zunächst selbst damit experimentieren. Dementsprechend wurde die Stimmendelegation in verschiedenen Landesverbänden zur innerparteilichen Meinungsbildung eingesetzt.
Von November 2012 bis Mitte 2015 setzte der Landkreis Friesland die Bürgerbeteiligungsplattform LiquidFriesland ein, die nach den Prinzipien der Liquid Democracy arbeitete. Die Bürger hatten sich der Plattform allerdings von Anfang an verweigert. Im Februar 2015 startete der Landkreis Rotenburg (Wümme) die Bürgerplattform ROW nach dem Vorbild von LiquidFriesland. Auch hier wird das System nicht angenommen. Der neueste Beitrag ist bereits ein Jahr alt.

## Superdelegierte
Insbesondere durch die Verkettung von Stimmvollmachten, jedoch auch bei unverketteter Vollmachtserteilung, können Personen u. U. ein sehr großes Stimmgewicht auf sich vereinen. Solche Personen wurden im Umfeld der Piratenpartei Deutschland auch als „Superdelegierte“ bezeichnet.
Die sich aus solchen Stimmübertragungen ergebende (theoretisch nutzbare) Macht ist jedoch beschränkt, da Stimmvollmachten bei Liquid Democracy jederzeit widerrufbar sind. So äußerte sich Klaus Peukert, damaliger IT-Chef der Piratenpartei Deutschland, im Jahre 2012, dass seine 79 Stimmen als Superdelegierter „über Nacht weg sein“ könnten, wenn er abwegige Positionen vertrete. Übereinstimmend zeigte auch eine Studie am Fallbeispiel der Piratenpartei Deutschland, dass Superdelegierte ihre Stimmvollmachten überwiegend im Sinne der anderen Teilnehmer einsetzten.

## Verwendung von Computern
Erst die Verwendung von Computertechnologie, insbesondere die breite Verfügbarkeit des Internets, machen den Einsatz des Liquid Democracy praktikabel. Der Einsatz von Online-Verfahren führt jedoch im Falle politischer Abstimmungen (siehe auch: E-Demokratie) zu verschiedenen Herausforderungen bzw. Einschränkungen.

### Wahlrechtsgrundsätze
Jegliches System der computerbasierten Abstimmung ist hinsichtlich der Verfahrensabläufe anfällig für Manipulationen. Das Bundesverfassungsgericht hat in seinem Urteil zu Wahlautomaten festgestellt, dass es zurzeit technisch nicht möglich sei, digital Wahlen durchzuführen, die sowohl dem Gebot geheimer Wahlen als auch dem Gebot der Nachvollziehbarkeit des Wahlvorgangs hinreichend entsprechen. Es hat den Einsatz von Wahlautomaten bei der Wahl zum 16. Deutschen Bundestag als nicht mit dem Grundgesetz vereinbar erklärt. Geheime Wahlen sind in Deutschland auch innerhalb von Parteien für bestimmte Personenwahlen vorgesehen. Einen möglichen Ausweg für die Anwendung der Liquid Democracy mittels computerbasierter Systeme stellt die Veröffentlichung der Abstimmungsdaten im Sinne einer offenen Abstimmung dar. So werden offene Abstimmungen auch von den beiden Softwareprodukten Adhocracy und LiquidFeedback umgesetzt. Da geheime Personenwahlen (z. B. Wahlen eines Parteivorstands) prinzipbedingt nicht offen erfolgen können, müssten diese weiterhin z. B. auf einem Parteitag mittels geheimer Wahl durchgeführt werden.
Siehe auch: Datenschutzdebatte um LiquidFeedback

### Digitale Spaltung
Kritische Stimmen befürchten, dass, wenn nicht nur die Entscheidungsfindung, sondern auch der entscheidungsbegleitende Diskurs größtenteils online vermittelt ablaufe, sich die Benachteiligung jener Gruppen, die von digitaler Spaltung besonders betroffen seien, potenziere.
Befürworter der Liquid Democracy argumentieren, dass infolge der zunehmenden Verbreitung elektronischer Kommunikationsmittel durch Liquid Democracy schnell ermittelt werden könne, welche politischen Vorhaben in der Bevölkerung eines Gebiets sowie in Parteien und anderen Organisationen mehrheitsfähig seien. Durch die fortschreitende Verbreitung von Internetanschlüssen in Deutschland und auch deren aktive Nutzung (Stand 2013: 77,2 Prozent) halten Befürworter von Liquid Democracy die digitale Spaltung zwar für ein beachtenswertes, aber in immer größerem Umfang vernachlässigbares Problem. Hinzu tritt das Argument, dass auch Offline-Wahlen nicht ohne Hürden seien.